# Amia calva
El pez aleta de arco rojizo (Amia calva) es un pez que vive en los cuerpos de agua dulce del Estado de Texas y es además de los pocos representantes que queda del orden Amiiformes de los holósteos, que a finales de la Era Mesozoica llegaron a abundar en las aguas del mundo; por ello se le considera un fósil viviente.

## Características
Su cuerpo es ancho y su color verde claro casi amarillo. Los machos poseen a cada lado de la cola y por delante de la misma, una mancha negra grande rodeada por un círculo anaranjado o amarillo; las aletas de los machos se tornan verdes durante la época del apareamiento.
Amia calva vive usualmente en lagos y estanques, y construye sus nidos arrancando con los dientes plantas acuáticas, lo cual deja unos huecos circulares en el fango, donde las hembras depositan sus huevos. Luego al macho fecunda estos huevos y los cuida celosamente, luchado contra cualquier intruso que se aproxime a ellos. Cuando nacen, los alevines permanecen estrechamente agrupados, y el macho adulto prosigue su labor de vigilancia hasta que alcanzan entre siete y diez centímetros de longitud. En ocasiones las crías de un solo nido comprenden cerca de un millar de pececillos.
La principal característica de este pez es poder respirar el aire atmosférico a través de la boca, para ello asciende con frecuencia a la superficie y aspira unas bocanadas del exterior, ya que está provisto de numerosos vasos sanguíneos en la vejiga natatoria, la cual hace las veces de pulmón, permitiéndole así resistir hasta veinticuatro horas fuera del agua. También es peculiar la estructura de su columna vertebral, así como la de sus aletas pares, que le diferencian de los restantes peces óseos.
Amia calva puede llegar a medir cerca de un metro y alcanzar un peso de seis kilogramos, pero estas son cifras de ejemplares excepcionales, ya que la medida y peso normal de estos peces es menor.

## Evolución y filogenia
Amia calva es un pez con aletas radiadas (Actinopterygii) perteneciente al orden Amiiformes. Asociados con otras 7 especies de pejelagartos (orden Lepisosteiformes), forman la infraclase Holostei, linaje hermano de Teleostei.,,,
Sin embargo, dentro de la comunidad científica existe un debate acerca de la posición filogénica de Amia calva y la relación de ésta con los pejelagartos y los Teleósteos son controvertidas.,,
El escenario más común en el que se encuentra Amia calva es en el que es relacionado con el grupo Holostei. Este escenario está fuertemente respaldado desde una perspectiva filogenómica por la organización genómica y el orden de los genes de Amia calva.,
Un segundo escenario sostiene que Amia calva pertenece, con los Teleósteos, a los Halecostomi por similitudes morfológicas.,
En 2021, un nuevo ensamblaje del genoma de Amia calva a nivel cromosómico revela que, a pesar de que los cariotipos muestran similitudes superficialmente convergentes con los de los Teleósteos, la organización cromosómica indica una relación filogenética más cercana a la del pejelagarto narigudo que a la de los Teleósteos, por lo tanto, demostrando la monofilia de los peces Holósteos. Las similitudes cariotípicas entre Amia calva y los Teleósteos se deben a una evolución convergente más que a un origen común.

### La secuenciación genómica deAmia calvaal servicio de la biología del desarrollo evolutivo
Más del 96 % de las especies de peces con aletas radiadas que existen pertenecen al grupo de los Teleósteos, por lo que existe un gran retraso en la secuenciación genómica de los Holósteos, ya que quedan pocos representantes de estos para la exploración genómica y de desarrollo.
El ancestro común de los Teleósteos existentes se sometió a una duplicación completa del genoma que resultó en una divergencia funcional de los genes duplicados que se encuentran en la mayoría de los Teleósteos vivos., Este fenómeno complica la comparación genética entre los Teleósteos y los tetrápodos, como el hombre. El grupo de Holósteos formado por el pejelagarto narigudo y Amia calva se separaron de este ancestro común antes de la duplicación completa del genoma, por lo que mantuvieron relaciones genéticas uno a uno con los tetrápodos. Estas dos especies también poseen tasas más lentas de evolución de la secuencia molecular.
Si bien el pejelagarto narigudo ya se ha utilizado como puente genético entre los Teleósteos y los tetrápodos para identificar ortologías ocultas de elementos genéticos, la presencia de un solo representante es insuficiente para crear una relación comparativa confiable entre estos dos grupos.
Hoy en día, el pejelagarto narigudo y Amia calva son los últimos representantes Holósteos disponibles para la evolución de los peces con aletas radiadas. El linaje de Amia calva se separó del lineaje del pejelagarto narigudo hace más de 250 millones de años, por lo que su comparación genómica cubre la mayor parte de la diversidad genómica holóstea existente., La adición del genoma del Amia calva al puente holósteo permite la traducción de los cambios genéticos y genómicos hasta ahora subyacentes en la evolución de los vertebrados.

#### Ilustración de la utilidad del puente holósteo para comprender la inmunología evolutiva de los vertebrados
En los seres humanos, el complejo mayor de histocompatibilidad (CMH) está compuesto por más de 200 genes organizados en tres clases I, II y III que desempeñan diversas funciones en el reconocimiento y presentación de antígenos, y en la inflamación. En peces cartilaginosos y tetrápodos (incluidos los humanos), las clases I y II están estrechamente unidas en un cromosoma, lo que no ocurre en los Teleósteos.
El análisis del inmunogenoma de Amia calva destaca una similitud en la organización general del complejo mayor de histocompatibilidad con la de los tetrápodos y peces cartilaginosos. Muchos genes del complejo mayor de histocompatibilidad de Amia calva tienen relaciones ortólogas con los de los humanos, pero también con los del pez cebra (perteneciente a los Teleósteos). Por lo tanto, la pérdida de enlace entre las clases de genes I, II y III en los Teleósteos apareció después de la divergencia de los Holósteos. Por lo tanto, se asocia con la pérdida genética diferencial que se produce durante la duplicación del genoma completo.